# Rivellia dimidiata
Rivellia dimidiata är en tvåvingeart som beskrevs av de Meijere 1908. Rivellia dimidiata ingår i släktet Rivellia och familjen bredmunsflugor. Inga underarter finns listade i Catalogue of Life.